# Космос (альбом)
«Космос» — третий студийный альбом российской рок-группы «Элизиум», выпущенный лейблом «АиБ Records» 1 апреля 2003 года.

## Список композиций
Вся музыка и слова написаны Сергеем Сухониным и Дмитрием Кузнецовым. Трек 3 «Расскажите, птицы» — музыка и слова Игоря Николаева.
| №   | Название                                                | Длительность |
| --- | ------------------------------------------------------- | ------------ |
| 1.  | «Словно Будда»                                          | 3:58         |
| 2.  | «Куда теряется мечта?»                                  | 2:15         |
| 3.  | «Расскажите, птицы» (кавер-версия песни Аллы Пугачёвой) | 3:32         |
| 4.  | «Время не ждёт»                                         | 2:22         |
| 5.  | «Ослепительный мир»                                     | 3:45         |
| 6.  | «Солнце»                                                | 2:15         |
| 7.  | «Космос»                                                | 3:21         |
| 8.  | «Колесо Сансары»                                        | 2:32         |
| 9.  | «Южная»                                                 | 2:55         |
| 10. | «Секунды — года»                                        | 2:45         |
| 11. | «Интересно»                                             | 4:02         |
| 12. | «Супер-робот»                                           | 3:39         |
| 13. | «До завтра!»                                            | 3:11         |

## Участники записи
Исполнители
- Дмитрий «Дракол» Кузнецов — бас-гитара;
- Александр «Пропеллер» Телехов — вокал;
- Сергей «Глаза» Сухонин — гитара;
- Александр «Комар» Комаров — труба;
- Сергей Тремасов — тромбон;
- Алексей «Младшой» Кузнецов — барабаны;
- Ксения «КсЮ» Сидорина — вокал.

Производство
- Запись и сведение — Максим Созонов † , студия «Тонмейстер» (Нижний Новгород);
- Мастеринг — Андрей Шабаев, «Сделай some студия» (Москва);
- Продюсирование — Дмитрий Кузнецов, Алексей Кузнецов;
- Обложка — Роман Докукин, А. Михайлов, «В жопу design!».